# 久美の浜温泉
久美浜温泉（くみはまおんせん）は、京都府京丹後市久美浜町平田（旧久美浜町）（旧国丹後国）にある温泉。1974年（昭和49年）の開業当初、同町に存在する温泉はこの一軒のみであり、当初より「久美浜温泉」と称していた。環境省告示の国民保養温泉地としての表記は「久美の浜温泉」。同町内で後に開業した久美浜シーサイド温泉とは場所的に離れており、温泉郷とは言いがたい。

## 泉質
- カルシウム・ナトリウム - 硫酸塩泉（低張性弱アルカリ性高温泉）

## 温泉街
ほとんど湖をなす久美浜湾の東方、海岸からは離れた位置にあり、湯元館一軒宿である。

## 歴史
1996年（平成8年）5月2日 - 環境庁告示第26号により、久美の浜温泉郷として国民保養温泉地に指定。

## アクセス
- 京都丹後鉄道宮豊線小天橋駅下車（車で約5分）